# Flugunfall der Epic LT RA-2151G am 31. März 2019
Beim Flugunfall der Epic LT mit dem Kennzeichen RA-2151G kamen am 31. März 2019 alle drei Insassen beim Anflug auf den Flugplatz Frankfurt-Egelsbach nordwestlich von Erzhausen ums Leben. Die beiden Passagiere waren die russische Multimillionärin Natalija Walerjewna Filjowa, Anteilseignerin an der russischen Airline S7 und ihr Vater Waleri Karatschjow.

## Flugverlauf
Das Flugzeug war im südfranzösischen Cannes gestartet, nach Instrumentenflugregeln über Italien und die Schweiz nach Deutschland geflogen und kurz vor dem Anflug auf Frankfurt-Egelsbach auf Sichtflugregeln gewechselt, da der Flugplatz in Egelsbach nur nach Sichtflugregeln angeflogen werden darf. Der Unfallort liegt westlich des Flugplatzes, ungefähr in Verlängerung der Start- und Landebahn. Zum Unfallzeitpunkt herrschten gute Sichtbedingungen bei schwachen Winden aus nördlicher Richtung und einer Temperatur von 18 °C.
Die Bundesstelle für Flugunfalluntersuchung nahm Ermittlungen zur Unfallursache auf, russische Ermittler nahmen als Vertreter des Eintragungsstaates an der Untersuchung teil.
Der Abschlussbericht führt den Unfall darauf zurück, „dass der Pilot das Flugzeug beim Kurvenflug in geringer Höhe in den überzogenen Flugzustand gesteuert hat, es daraufhin über die Tragfläche abkippte und auf einer trudelartigen Flugbahn auf den Boden prallte.“ Nach Einschätzung der BFU hatte der Pilot das Situationsbewusstsein bereits während des Sinkfluges verloren. Im weiteren Verlauf gelangte er an die Grenzen seiner Leistungsfähigkeit und verlor die Kontrolle über das Flugzeug.

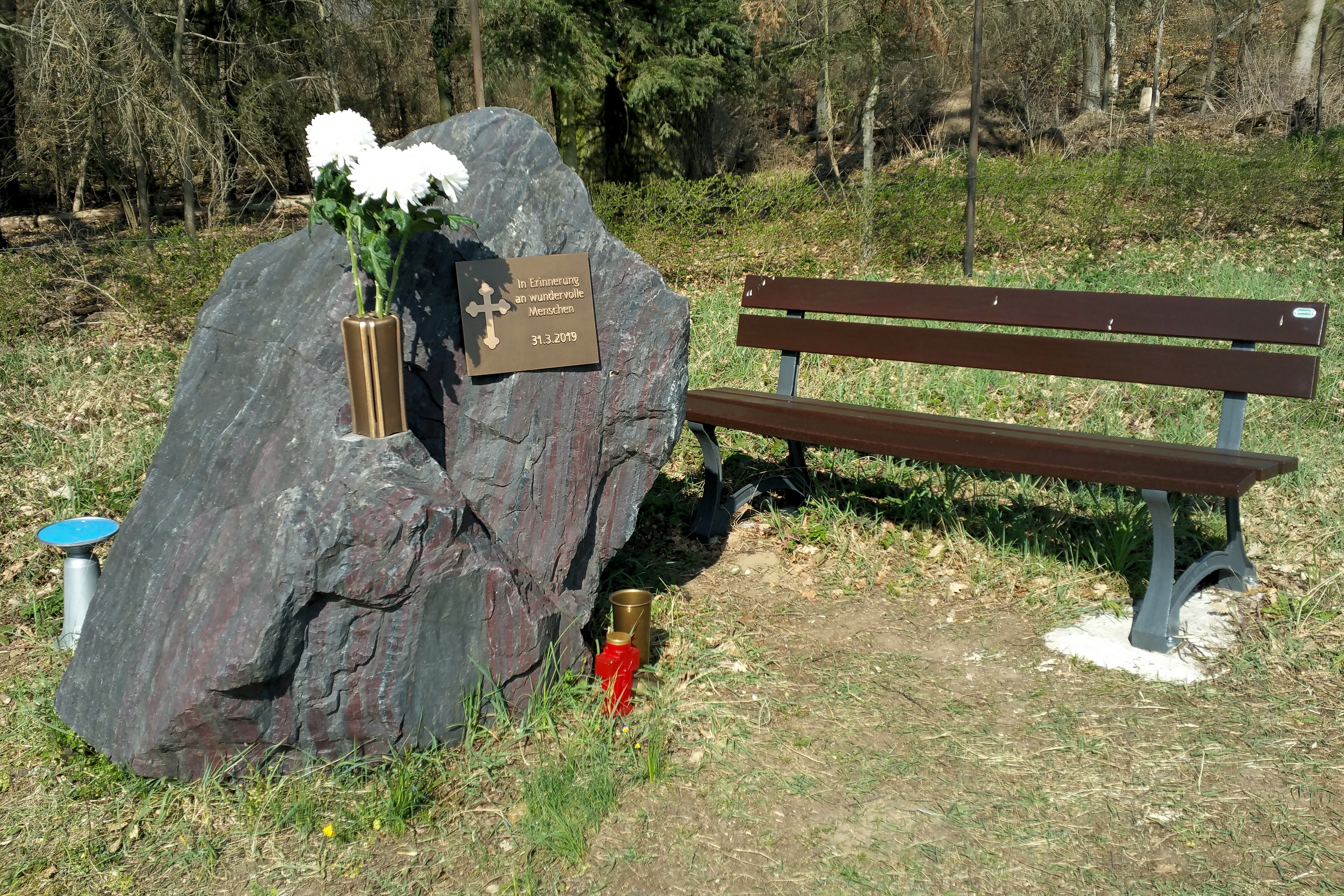
Gedenkstein an der Absturzstelle

## Flugzeug
Bei dem Flugzeug handelt es sich um eine 2008 gebaute, einmotorige Epic LT, die in Russland auf Globus Airlines zugelassen war, eine Tochtergesellschaft der S7 Airlines. Die Maschine war im März 2015 in einen Landeunfall auf dem Flughafen Moskau-Domodedowo verwickelt.

## Auto-Unfall
Ein Streifenwagen der Polizei Offenbach war auf dem Weg zur Unglücksstelle des Flugzeugabsturzes. Auf der Bundesstraße 486 kam den Polizisten ein Auto auf ihrer Spur entgegen. Ein 24 Jahre alter Mann hatte nach einem Überholmanöver die Kontrolle über sein Fahrzeug verloren und stieß frontal mit dem Streifenwagen zusammen. Der Fahrer und seine 22 Jahre alte Beifahrerin starben, die drei Beamten im Streifenwagen wurden schwer verletzt.